# Jo Frank
Jo Frank (* 12. März 1982 in Marburg an der Lahn als Johannes Christoph Schwöbel) ist ein deutscher Schriftsteller, Verleger und Übersetzer.

## Leben und Werk
Frank wuchs als Sohn des deutschen Theologen Christoph Schwöbel in Kiel und Southend-on-Sea auf. Nach dem Abitur studierte er Anglistik, Amerikanistik, Gräzistik und Holocaust Communication an der Touro University Berlin. Er veröffentlicht Lyrik und Prosa in englischer und deutscher Sprache, zuletzt 2023 den Prosa-Essay Gewalt.
Seit 2005 führt Frank gemeinsam mit Dominik Ziller, Andrea Schmidt und Tillmann Severin das Verlagshaus Berlin, wo er als Verlagslektor arbeitet. Er ist Herausgeber der Literaturzeitschrift Belletristik und der Buchreihen „Bibliothek Belletristik“, „Edition Belletristik“, „Edition Polyphon“ und der „Edition Panopticon“. Von 2006 bis 2008 war er Herausgeber der englischsprachigen Literaturzeitschrift Bordercrossing Berlin.
Seit 2008 ist Frank Mitglied des „Ensembles Zeitkunst“ und künstlerischer Leiter des Festivals „Zeitkunst“ (gemeinsam mit Julian Arp und Caspar Frantz).
Von 2009 bis 2022 war Frank Geschäftsführer des Ernst Ludwig Ehrlich Studienwerks, des Begabtenförderwerks der jüdischen Gemeinschaft in Deutschland. Dort war er Leiter des ELES-Programms "DAGESH. KunstLAB ELES" sowie der Dialogperspektiven. Religionen und Weltanschauungen im Gespräch, einem Programm des weltanschaulichen und interreligiösen Dialogs. Seit 2022 ist Frank Director von DialoguePerspectives. Discussing Religions and Worldviews e.V.
Gemeinsam mit Felix Scheinberger ist Frank Initiator des deutsch-israelischen Austauschs „Alltag“.
Frank lebt in Berlin.

## Werke

### Belletristische Einzeltitel
- Erinnerungen an Kupfercreme. Übersetzt von Ron Winkler und Florian Voß, illustriert von Felix Scheinberger, fixpoetry Verlag, Hamburg 2012, ISBN 978-3-942890-14-4
- Snacks. Multilinguale Prosa. Edition Atelier, Wien 2017, ISBN 978-3-903005-36-5
- 0. Erzählung. SuKuLTuR, Berlin 2018, ISBN 978-3-955660-87-1
- TRAUER. Verlagshaus Berlin, 2022, ISBN 978-3-910320-09-3
- GEWALT. Prosa-Essay, Edition Atelier, Wien 2023, ISBN 978-3990650936

### Übersetzungen
- Befremdliche Begegnung. Gedichte von Wilfred Owen. Übersetzt von Johannes CS Frank, Hochroth Verlag, Berlin 2013, ISBN 978-3-902871-25-1
- Die Erbärmlichkeit des Krieges. Kriegsgedichte von Wilfred Owen. Übersetzt und mit Anmerkungen versehen von Johannes CS Frank, mit Zeichnungen von Andrea Schmidt, Verlagshaus J.Frank, Berlin 2014, ISBN 978-3-903005-36-5, ISBN 978-3-940249-55-5

### Herausgaben

#### Als Verleger (Verlagshaus J.Frank/Verlagshaus Berlin)
- Literaturzeitschrift Belletristik (mit Dominik Ziller und Andrea Schmidt) seit 2005
- Literaturzeitschrift Bordercrossing Berlin (mit Fiona Mizani) von 2006 bis 2008
- Bibliothek Belletristik im Verlagshaus J.Frank (seit 2007)
- Edition Poeticon im Verlagshaus J.Frank (seit 2013)
- Märchenland. Die Gebrüder Grimm in Israel. (mit Felix Scheinberger und Dominik Ziller)
- Zeitkunst. Literatur der Gegenwart im Dialog mit zeitgenössischer Kammermusik. (mit Aurélie Maurin)

#### Als Erstherausgeber in Zusammenarbeit mit anderen
- Gemeinsam mit Walter Homolka: Ein Leben für Deutschland – Inspiration für kommende Generationen. Geburtstagsbriefe von Stipendiatinnen und Stipendiaten des Ernst Ludwig Ehrlich Studienwerks an ihre Schirmherrin. Ernst Ludwig Ehrlich Studienwerk, Berlin 2012, ISBN 9783000401947.
- Gemeinsam mit Walter Homolka und Jonas Fegert: „Weil ich hier leben will …“. Jüdische Stimmen zur Zukunft Deutschlands und Europas. 2018, ISBN 978-3-451-38287-1.
- Gemeinsam mit Hakan Tosuner, Sonya Ouertani, Rachel de Boor: "Und endlich konnten wir reden ...". Eine Handreichung zu jüdisch-muslimischem Dialog in der Praxis. 2020, ISBN 9783451388422.